# هاري بنسون
هاري بنسون (بالإنجليزية: Harry Benson)‏ (22 يناير 1883 في المملكة المتحدة - 1953) هو لاعب كرة قدم بريطاني (وحمل سابقاً جنسية المملكة المتحدة لبريطانيا العظمى وأيرلندا) في مركز الظهير. لعب مع بورت فايل وستوك سيتي ونادي نورثامبتون تاون.